# Éric Desjardins
Jean Noël Éric Desjardins (* 14. Juni 1969 in Rouyn-Noranda, Québec) ist ein ehemaliger kanadischer Eishockeyspieler, der während seiner aktiven Karriere zwischen 1988 und 2006 unter anderem 1311 Spiele für die Canadiens de Montréal und Philadelphia Flyers in der National Hockey League auf der Position des Verteidigers bestritten hat. In Diensten der Canadiens de Montréal feierte Desjardins mit dem Gewinn des Stanley Cups im Jahre 1993 seinen größten Karriereerfolg.

## Karriere
Desjardins spielte während seiner Juniorenzeit gemeinsam mit Pierre Turgeon bei den Bisons de Granby in der Ligue de hockey junior majeur du Québec. 1988 wurde er mit dem kanadischen Team Juniorenweltmeister.
Die Canadiens de Montréal wählten ihn beim NHL Entry Draft 1987 in der zweiten Runde als 38. aus. Er blieb noch für ein Jahr in Granby und spielte zu Saisonende sieben Spiele in der American Hockey League bei den Canadiens de Sherbrooke. 
In der Saison 1988/89 durfte er 13 Spiele der regulären Saison in der NHL mit Montreal bestreiten. In den Playoffs kam er mit seinem Team in die Finals, doch dort unterlagen die Canadiens den Calgary Flames. In den kommenden Jahren wurde er zum besten offensiven Verteidiger der Canadiens. Als Montreal zum Ende der Saison 1992/93 den Stanley Cup gewinnen konnten, hatte er im zweiten Spiel der Finalserie seinen großen Auftritt. Im Alleingang besiegte er die Los Angeles Kings um Wayne Gretzky, in dem er bei einem 3:2 in der Verlängerung alle drei Tore erzielte.
In der streikbedingt verkürzten Saison 1994/95 wurde er nach neun Spielen mit den Canadiens zu den Philadelphia Flyers transferiert. Mit ihm gaben die Canadiens Gilbert Dionne und John LeClair an die Flyers ab, um Mark Recchi nach Montreal zu holen.
In Philadelphia bildete sich mit LeClair um Eric Lindros die Legion of Doom. Das Team, das fast ausschließlich aus großgewachsenen Spielern bestand, erreichte in der Saison 1996/97 den Einzug in die Finals um den Stanley Cup, doch die Detroit Red Wings waren spielerisch zu stark für die Flyers.
Für die kanadische Nationalmannschaft spielte er bei den Olympischen Winterspielen 1998 in Nagano nach einer Niederlage gegen Finnland verpasste man hier die Bronzemedaille.
Die Saison 1999/2000 brachte für ihn mit 14 Toren und 41 Vorlagen seine bis dahin besten statistischen Werte. Ab der Saison 2002/03 plagten ihn Verletzungen und er konnte in keiner Saison mehr als 50 Spiele bestreiten. So erklärte er am 10. August 2006 seinen Rücktritt. Im Juli 2008 nahmen die Flyers ihn in ihren Trainerstab auf.

## Erfolge und Auszeichnungen
| - 1987 LHJMQ Second All-Star Team - 1988 Trophée Émile Bouchard - 1988 LHJMQ First All-Star Team - 1992 Teilnahme am NHL All-Star Game - 1993 Stanley-Cup-Gewinn mit den Canadiens de Montréal | - 1996 Teilnahme am NHL All-Star Game - 1999 NHL Second All-Star Team - 2000 Teilnahme am NHL All-Star Game - 2000 NHL Second All-Star Team - 2008 Aufnahme in den Temple de la Renommée de la LHJMQ |

### International
- 1988 Goldmedaille bei der Junioren-Weltmeisterschaft
- 1991 Goldmedaille beim Canada Cup
- 1996 Zweiter Platz beim World Cup of Hockey

## Karrierestatistik

### International
Vertrat Kanada bei:
| - Junioren-Weltmeisterschaft 1988 - Junioren-Weltmeisterschaft 1989 - Canada Cup 1991 | - World Cup of Hockey 1996 - Olympischen Winterspielen 1998 |

(Legende zur Spielerstatistik: Sp oder GP = absolvierte Spiele; T oder G = erzielte Tore; V oder A = erzielte Assists; Pkt oder Pts = erzielte Scorerpunkte; SM oder PIM = erhaltene Strafminuten; +/− = Plus/Minus-Bilanz; PP = erzielte Überzahltore; SH = erzielte Unterzahltore; GW = erzielte Siegtore; 1 Play-downs/Relegation; Kursiv: Statistik nicht vollständig)